# Ian Watson
Ian Watson (20 aprile 1943) è uno scrittore e sceneggiatore britannico, autore di numerosi romanzi di fantascienza ed ex professore di futurologia al Politecnico di Birmingham.

## Biografia
Il suo primo romanzo, The Embedding (Riflusso, Editrice Nord), vincitore del Prix Apollo nel 1975, è basato sul concetto di grammatica generativa; il titolo originale si riferisce al processo di annidamento sintattico. Autore molto prolifico e particolarmente brillante nei racconti; va ricordata in particolare la raccolta (edita in Italia da Urania, volume 838) Cronomacchina molto lenta. Watson ha scritto la sceneggiatura - basata su un racconto di Brian Aldiss rielaborato da Stanley Kubrick - del film A.I. - Intelligenza artificiale.
Ha scritto anche alcuni romanzi basati sul gioco di ruolo Warhammer 40.000. Ha anche scritto una serie di racconti in collaborazione con lo scrittore italiano Roberto Quaglia, The Beloved of My Beloved, presentata nel marzo 2009 alla Eurocon. Il primo di questi racconti, Una tomba per la mia amata, è stato pubblicato in Italia dalla rivista Robot.

## Opere

### Romanzi
- Il grande anello o Riflusso (The Embedding, 1973), collana Sigma, 1979; Cosmo Argento, gen. 1999.
- The Jonah Kit, 1975.
- Orgasmachine, 1976.
- Gli dei invisibili di Marte (The Martian Inca, 1977), Urania 1581, Mondadori, aprile 2012.
- Alien Embassy, 1977.
- La doppia faccia degli UFO o L'enigma dei visitatori (Miracle Visitors, 1978), Urania 781, Mondadori, marzo 1979; Cosmo. Collana di Fantascienza 298, Editrice Nord, 1999; Urania Collezione 180, Mondadori, dicembre 2017.
- Il pianeta di Dio (God's World, 1979).
- I giardini della delizia (The Gardens of Delight), 1980, tr. it. Elena Albertini, Bologna, Elara, 2010.
- Deathhunter, 1981.
- Il mistero dei Kyber (Under Heaven's Bridge, 1982), Urania 1431, Mondadori, gennaio 2002.
- Chekov's Journey, 1983.
- Superuomo legittimo (Converts, 1984).
- Ciclo The Black Current:
  - Il libro del fiume (The Book of the River, 1983), Urania 1036, Mondadori, novembre 1986.
  - Il libro delle stelle (The Book of the Stars, 1984), Urania 1067, Mondadori, gennaio 1988.
  - Il libro delle creature (The Book of Being, 1985), Urania 1083, Mondadori, settembre 1988.
- Yaleen, 2004.
- Queenmagic, Kingmagic, 1986.
- The Power, 1987.
- The Whores of Babylon, 1988.
- Meat, 1988.
- The Fire Worm, 1988.
- Nanoware Time, 1989 (romanzo breve).
- Mosche (The Flies of Memory, 1990; romanzo breve).
- Lucky's Harvest, 1993.
- The Fallen Moon, 1994.
- L'ultima domanda (romanzo) (Hard Questions, 1996), Urania 1319, Mondadori, settembre 1997.
- Oracle, 1997.
- L'anno dei dominatori (Mockymen, 2003), Urania 1496, Mondadori, marzo 2005; Urania Collezione n. 185, giugno 2018.
- Creatura del fuoco (The Fire Worm, 1988), Mondadori, 1998; Urania 1599, ottobre 2013.

### Serie Warhammer 40.000
- Trilogia della Guerra dell'Inquisizione:
  - Draco (Inquisitor, 1990; ripubblicato come Draco, 2002).
  - Harlequin, 1994.
  - I figli del caos (Chaos Child), 1995.
- Space Marine, 1993.

### Antologie
- Cronomacchina molto lenta (The Very Slow Time Machine, 1979), Urania 838, Mondadori, 1980.
- Sunstroke and Other Stories, 1982.
- Slow Birds and Other Stories, 1985.
- The Book of Ian Watson, 1985.
- Evil Water and Other Stories, 1987.
- Salvage Rites and Other Stories, 1989.
- Stalin's Teardrops, 1991.
- The Coming of Vertumnus, 1994.
- The Great Escape, 2002.
- The Butterflies of Memory, 2006.